# Semele Tholi
Semele Tholi zijn een reeks heuvels op de planeet Venus. Semele Tholi werden in 1985 genoemd naar Semele, aardgodin uit de Thracisch-Frygische mythologie.
De heuvels hebben een diameter van 194 kilometer en bevindt zich in het quadrangle Pandrosos Dorsa (V-5).